# Plaza de las Descalzas
La plaza de las Descalzas es un espacio público de la ciudad de Madrid, España. Toma su nombre del monasterio de las Descalzas Reales, cuya fachada principal da a la plaza. En el siglo xiii, con la ampliación del antiguo Madrid, fue el centro del arrabal de San Martín y, alzando para la ocasión un tablado adoselado delante del edificio del monasterio, se proclamó en esta plaza a varios reyes y se aclamó a los príncipes de Asturias.

## Historia

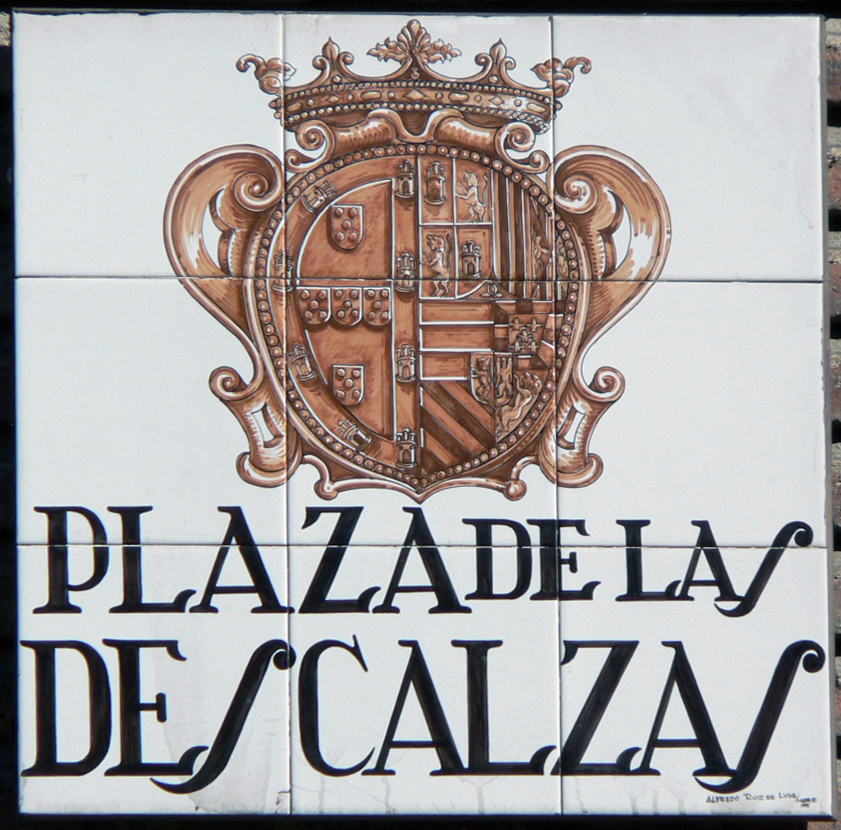
Placa artística de la calle, de Alfredo Ruiz de Luna

En el siglo xvii la plaza estaba delimitada en cada uno de sus lados por la iglesia de San Martín (perteneciente al convento de San Martín), cuya portada principal daba al postigo de San Martín; la casa del secretario Muriel; y en su frente meridional por la gran fachada del monasterio que se unía mediante un arco con las casas de Juan de Borja (mayordomo mayor de María, la viuda emperatriz de Austria). Este edificio fue destruido en 1724 para construir el nuevo Monte de Piedad creado por el capellán del monasterio, Francisco Piquer Rodilla.
Más allá del arco existía otro edificio, obra del arquitecto Monegro, que servía como vivienda de los capellanes y como Casa de la Misericordia para doce sacerdotes pobres. El lado norte de la plaza se cerraba con las casas del marqués de Mejorada y del Duque de Lerma. Todos aquellos edificios eran de aspecto severo, con fachadas de color tostado. A partir de la llegada de Napoleón y durante los años posteriores (exclaustración y reformas), aquellos inmuebles fueron derribados unos y alterados otros, salvo el monasterio, que perdió parte de su extensión pero llegó casi intacto a nuestros días.
En el siglo xix se trasladó a esta plaza la estatua de la Mariblanca tras ser desmantelada la fuente del Buen Suceso (1838), que había estado en la Puerta del Sol desde la primera mitad del siglo xvii. La escultura coronó la nueva fuente instalada en la plaza de las Descalzas, donde permanecería hasta 1892, cuando tras desmontarse definitivamente su estructura, La Mariblanca se guardó en un almacén municipal, del que no saldría hasta 1912, año en que fue instalada en los jardines del Retiro de Madrid. En la segunda mitad del siglo xx la errante escultura se trasladó de nuevo, entonces al paseo de Recoletos, donde fue repetida víctima del vandalismo ciudadano. Una vez restaurada pasó a ocupar el lugar de honor del zaguán de la Casa de la Villa de Madrid, antiguo ayuntamiento. En ese periodo se le hizo una copia para instalarla de nuevo en la Puerta del Sol, primero en su lado oriental y luego en la confluencia con la calle del Arenal, el 25 de septiembre de 2009.
En la plaza de las Descalzas quedan dos estatuas, el monumento a Francisco Piquer, obra en bronce de José Alcoverro, dedicada al fundador del Monte de Piedad, y la que representa a Joaquín Vizcaíno, marqués de Pontejos, obra de Medardo Sanmartí.